# Bubaris elegans
Bubaris elegans är en svampdjursart som beskrevs av Arthur Dendy 1924. Bubaris elegans ingår i släktet Bubaris och familjen Bubaridae.
Artens utbredningsområde är havet kring Nya Zeeland. Inga underarter finns listade i Catalogue of Life.